# Alcala (Cagayan)
Alcala (Bayan ng Alcala) är en kommun i Filippinerna. Kommunen ligger på ön Luzon, och tillhör provinsen Cagayan. Folkmängden uppgår till 33 997 invånare.

## Källor

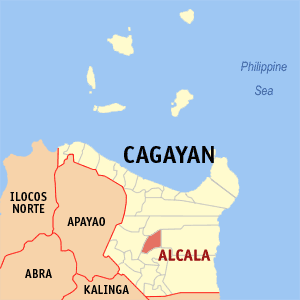

## Barangayer
Alcala delas in i 25 barangayer.
| - Abbeg - Afusing Bato - Afusing Daga - Agani - Baculod - Baybayog - Cabuluan - Calantac - Carallangan - Centro Norte (Pob.) - Centro Sur (Pob.) - Dalaoig - Damurog | - Jurisdiction - Malalatan - Maraburab - Masin - Pagbangkeruan - Pared - Piggatan - Pinopoc - Pussian - San Esteban - Tamban - Tupang |